# (994) Оттхильда
(994) Оттхильда (лат. Otthild) — астероид главного пояса астероидов, принадлежащий к спектральному классу S. Астероид был открыт 18 марта 1923 года немецким астрономом Карлом Рейнмутом в обсерватории Хайдельберг-Кёнигштуль, Германия. Астероид был назван женским именем, взятым из немецкого ежегодного календаря Lahrer hinkender Bote, и никак не связанным с современниками Рейнмута. Давать имена астероидам без привязки к конкретному человеку было обычной практикой астронома.

## Физические характеристики
В классификации SMASS Оттхильда относится к типичным каменным астероидам S-типа. 
На основании кривых блеска был рассчитан период вращения равный 5,94819 часам. Разница звёздных величин на кривой составляет 0,31. Было установлено наличие двух осей вращения и несимметричной формы астероида.
Согласно данным наблюдения инфракрасных спутников IRAS, Akari и WISE астероид имеет диаметр между 20,786 и 24,42 км, а альбедо поверхности между 0,2247 и 0,31.